# Kirkeordinansen 1537/39
Kirkeordinans kallades i Danmark den lag, som Kristian III den 2 september 1537 utfärdade på latin angående de kyrkliga förhållandenas ordnande i överensstämmelse med den 1536 genomförda reformationen. Utarbetad under Bugenhagens medverkan, stadfästes ordinansen i dansk översättning (av Peder Palladius) på herredagen i Odense i september 1539 och trycktes 1542. Dess bestämmelser överflyttades delvis till Kristian V:s danska lag 1683, under det andra delar väsentligen ändrades under Kristian IV 1629 och 1643.